# Marie d'Ibelin (comtesse de Jaffa)
Pour les articles homonymes, voir Marie d'Ibelin.
 (mai 2025).
Si vous disposez d'ouvrages ou d'articles de référence ou si vous connaissez des sites web de qualité traitant du thème abordé ici, merci de compléter l'article en donnant les références utiles à sa vérifiabilité et en les liant à la section « Notes et références ».
Marie d'Ibelin, était une fille de Philippe d'Ibelin, connétable de Chypre, et de Simone de Montbéliard
Elle épousa Guy d'Ibelin, comte titulaire de Jaffa, et eut :
- Marie d'Ibelin, mariée à Hugues IV (1294 † 1359) roi de Chypre